# Cervejas de Moçambique
Cervejas de Moçambique (CDM) é um grupo cervejeiro de Moçambique , subsidiário do grupo Anheuser-Busch InBev, que detém todas as principais marcas de cerveja moçambicana, com um controle de cerca de 94% do mercado moçambicano de cerveja e a 6ª maior empresa do país.  
Produz anualmente mais de 2 milhões de hectolitros de cerveja nos seus quatro locais de produção em Maputo (dois), Beira e Nampula. 

## História
A empresa foi fundada em 1995, após o fim da República Popular de Moçambique (1990) e a subsequente transformação para uma economia de mercado. A empresa surge após nacionalização em 1975 de duas cervejarias, a 2M (abreviatura para Mac-Mahon, homenagem ao ex-presidente francês Marie Esme Patrice Maurice, Conde de Mac Mahon) fundada em na Capital Maputo em 1962 e a cervejaria Manica fundada em 1959 na Cidade da Beira tendo. O grupo sul-africano americano SABMiller assumiu 49,1% e a gestão da empresa .  
Adicionalmente, em 2001 o CDM comprou a cervejaria Laurentina,  primeira de Moçambique fundada em 1932 que manteve-se líder no mercado durante muito tempo até ao seu declínio após 1975.   Como resultado, a CDM é tornou-se proprietária de todas as marcas famosas de cerveja moçambicanas. A isto seguiu-se a modernização das instalações em Maputo e a construção de uma nova fábrica de cerveja moderna em Nampula, no norte do país, pela empresa alemã Krones, em 2009 .  
Em 2012, o CDM introduziu a cerveja Impala, a primeira cerveja de mandioca do mundo, produzida industrialmente . O objectivo era apoiar a agricultura do país e reduzir a dependência das importações, bem como trazer uma cerveja mais barata para o mercado. Para a sua produção em Nampula, as compras são feitas principalmente a pequenos proprietários de plantações regionais, que até então vinham enfrentado excedentes de produção que não podiam ser vendidos. Em 2015, cerca de 7.500 explorações agrícolas familiares da região forneceram mandioca à Impala.
Em 2013, o CDM expandiu a sua fábrica da Beira e aumentou a produção de Manica de 35 para 41 hectolitros
Em Outubro de 2016, a Anheuser-Busch InBev (AB InBev) fundiu-se com a SABMiller Plc, tornando-se assim indirectamente o principal accionista do CDM, com 51,1% das acções, tendo então, em Abril de 2020, sido inaugurada a Cervejaria Marracuene no distrito de Marracuene a maior e mais moderna cervejaria do país e de África.

## Lista de Produtos
Lista das marcas pertencetes a CDM:
- 2M
- Laurentina
  - Laurentina Clara
  - Laurentina Preta
  - Laurentina Premium
- Manica

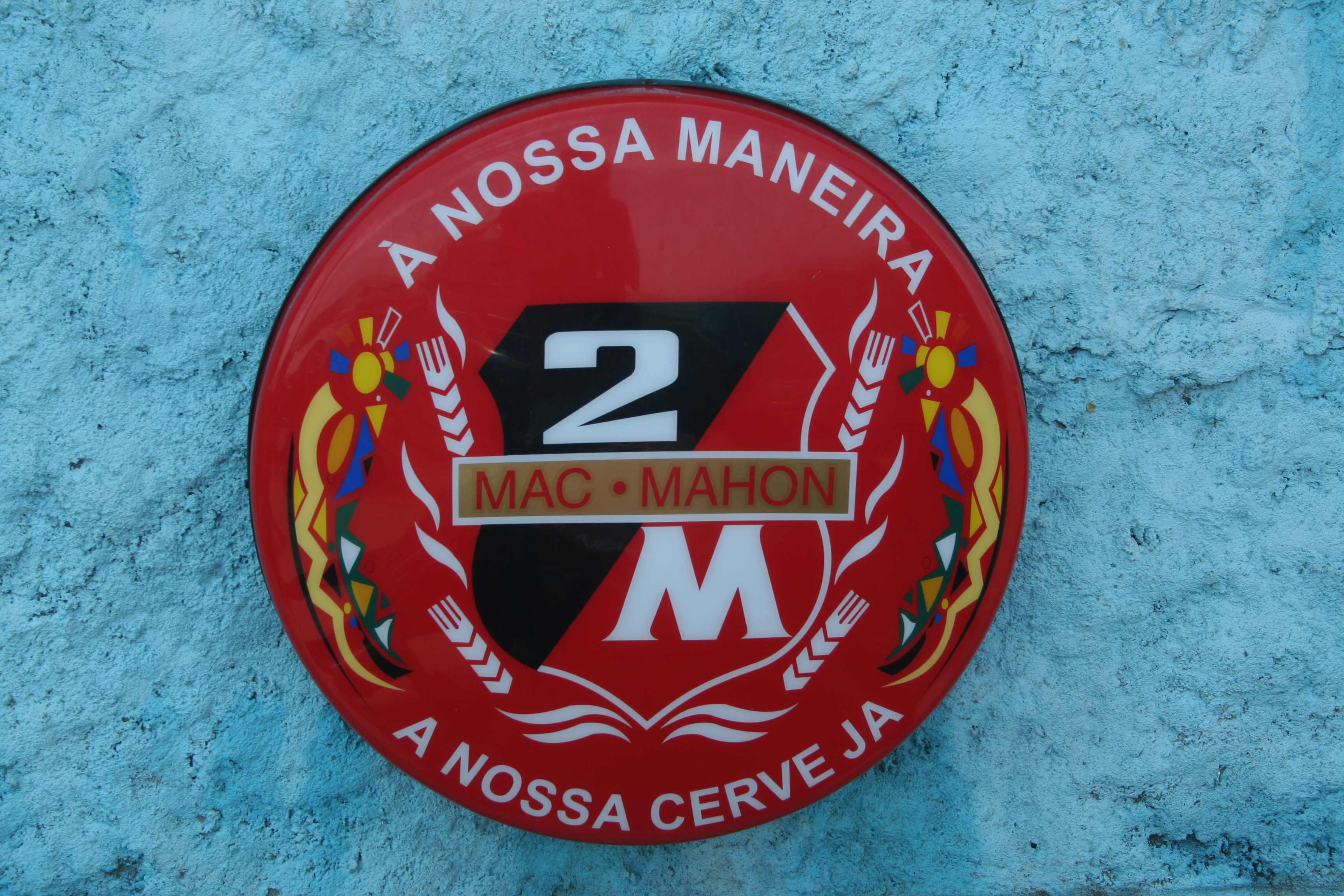
Logótipo da cerveja 2M.

- Impala (Primeira cerveja de mandioca do mundo)
- Raiz (descontinuada)
- Dourada

Lista de marcas do portifóllio AB InBev fabricadas pela CDM:
- Castle Lite
- Chibuku

Lista de marcas do portefólio AB InBev distribuídas pela CDM:
- Stella Artois[20]
- Budweiser[21]
- Flying Fish[22]
- Corona[23]

## Ligações externos
- Cervejas de Moçambique nowww.beeradvocate.com (engl.)